# Citroën C4 Picasso
La C4 Picasso è un'autovettura prodotta in due generazioni dal 2006 al 2022 dalla casa francese Citroën in due varianti di carrozzeria monovolume. A partire dal 2018, tale vettura è stata ribattezzata come C4 Spacetourer.

## Storia
A metà degli anni 2000, quello delle monovolume di taglia media era un segmento di mercato relativamente giovane: il primissimo modello di quel tipo risaliva al 1991, quando la giapponese Mitsubishi lanciò sul mercato la Space Runner, ma il vero boom di queste autovetture si ebbe solo a partire dal 1996, con il lancio di una Renault, la Mégane Scénic, prima esponente europea di quel segmento di mercato. Così, nel 2000, la Citroën introdusse in listino la Xsara Picasso, monovolume dalla linea ad uovo che riuscì a sottrarre una fetta di clientela alla Mégane Scénic. Ma già nel 2004, con il lancio della C4, i progettisti Citroën si resero conto che della necessità di un nuovo modello che andasse a sostituire la Xsara Picasso, anche perché nel 2002 era già stata presentata la Scénic seconda serie e nuovi modelli di altre marche arrivavano sul mercato. Per questo motivo, pur lasciando la Xsara Picasso in listino, Peugeot decise di affiancarle due modelli che completassero una sottogamma di monovolume costituita fino a quel momento dalla Xsara Picasso stessa e dalla ben più grande C8.

## Prima generazione (2006-2013)

### Debutto
Il primo dei nuovi modelli a debuttare fu quello a sette posti: denominato C4 Picasso. Il debutto avvenne nella cornice del Salone di Parigi del 2006 il 30 settembre e in vendita da novembre. Questa versione non è andata a sostituire la Xsara Picasso, ma a porsi semplicemente un gradino più in alto di quest'ultima, che è rimasta così in listino (fino al 2010) per chi preferiva una monovolume a 5 posti. Le qualità fornite dalla nuova vettura le hanno permesso di piazzarsi alla terza posizione dell'European Car of the Year 2007, dietro alla Opel Corsa D e alla Ford S-Max.

### Design ed interni

Abitacolo di una Citroen C4 Picasso

La C4 Picasso si presenta come una monovolume di taglia medio-grande, ma dal tono sportiveggiante grazie ai parafanghi bombati ed al design aggressivo. In generale si può dire che la monovolume francese vanta al suo debutto una spiccata personalità data dal frontale dal disegno "corrucciato", che la fa apparire piuttosto aggressiva. Qui trova posto l'ampia calandra con il logo Citroën integrato, ai lati della quale si trovano i grossi fari trapezoidali dal grintoso disegno. Grintosa è anche la bocca che si apre nel paraurti. Ma una delle più grandi particolarità esteriori della C4 Picasso sta nell'ampio parabrezza panoramico che si estende fino a sopra la testa del conducente e del passeggero anteriore e che permette quindi di raddoppiare il raggio della visuale da 35° a ben 70°. Inoltre, gran parte del tetto è costituita da un pannello in cristallo che permette di avere una grande luminosità nell'abitacolo. Anche la vista laterale permette di apprezzare la grande superficie vetrata, costituita da ben quattro "luci" laterali. Posteriormente, sono presenti gruppi ottici a sviluppo verticale e persino un accenno di spoiler sul tetto.
Internamente, spiccano subito le tre file di sedili, una caratteristica introdotta sei anni prima in questo segmento con l'arrivo della prima generazione della Opel Zafira e che nella seconda metà degli anni 2000 era oramai abbastanza diffusa. Qui, però, si raggiungono livelli di abitabilità quasi da record, grazie anche al lavoro dei designer, finalizzato a liberare quanto più spazio possibile nell'abitacolo. A questo scopo, è stata disegnata anche la plancia, caratterizzata da un disegno semplice, ma nello stesso tempo non convenzionale. Spicca quindi il cruscotto spostato al centro della plancia e dominato da uno schermo digitale regolabile in luminosità, ma anche i comandi del climatizzatore spostati sui due lati. Quest'ultima caratteristica si ritrova anche nelle file di sedili posteriori. Agevole anche l'accesso alla terza fila. Vale la pena inoltre di citare il notevole numero di scomparti e tavolini a scomparsa che si ritrovano un po' dovunque nell'abitacolo, e che rendono la C4 Picasso una delle vetture di riferimento in tal senso. Da record anche la capacità del bagagliaio, ai vertici della categoria in qualunque configurazione si utilizzi la vettura.

### Meccanica e motori
Il pianale utilizzato per la C4 Picasso è derivato da quello della C4 berlina e coupé: ritroviamo quindi l'avantreno di tipo MacPherson con molle elicoidali ed il retrotreno a ruote interconnesse. Qui però, si può incontrare una delle più significative differenze, poiché le versioni più ricche montano le molle pneumatiche autolivellanti.
Quanto all'impianto frenante, la C4 Picasso monta freni a disco sulle quattro ruote, autoventilanti all'avantreno e pieni al retrotreno. Presenti anche ABS ed ESP. Lo sterzo è invece a cremagliera, con servocomando di tipo elettroidraulico.
Al suo esordio, la C4 Picasso era prevista in quattro motorizzazioni, due a benzina e due turbodiesel common rail:
- 1.8 16v: motorizzazione di base, della cilindrata di 1749 cm³ e con potenza massima di 125 CV;
- 2.0 16v: motore della famiglia EW (come peraltro anche il 1.8), della cilindrata di 1997 cm³ e della potenza massima di 140 CV;
- 1.6 HDi 16v: motore turbodiesel common rail da 1560 cm³ e da 109 CV di potenza massima;
- 2.0 HDi 16v: motore turbodiesel common rail da 1997 cm³ e da 136 CV di potenza massima.

Ben quattro le possibili varianti di trasmissione: il 1.8 16v ed il 1.6 HDi sono accoppiate di serie ad un cambio manuale a 5 marce, mentre il 2 litri a benzina a seconda degli allestimenti può montare di serie un tradizionale cambio automatico con convertitore di coppia a 4 rapporti oppure un robotizzato a 6 rapporti. La versione 2 litri HDi, invece, prevede anch'essa due possibili varianti di cambio a seconda del livello di allestimento, ma stavolta si poteva scegliere tra un robotizzato a 6 rapporti ed un automatico (anch'esso con convertitore di coppia) sempre a 6 rapporti.

### Evoluzione
Il 5 gennaio del 2007 venne ufficialmente svelata la seconda variante della C4 Picasso, vale a dire quella a 5 posti, differente soprattutto nella zona posteriore, con nuovi gruppi ottici ed un nuovo taglio del padiglione che ne rende la linea più grintosa e sportiveggiante. La gamma motori era identica a quella della versione a 7 posti, che per l'occasione è stata ribattezzata come Grand C4 Picasso, in modo da differenziarla anche nella denominazione dalla versione a 5 posti.
Durante la prima metà del 2008, il cambio robotizzato CMP-6 a 6 rapporti diventò disponibile anche per la versione 1.6 HDi, mentre il motore 1.8 16v venne pensionato a favore del più moderno 1.6 Prince da 120 CV. In realtà il 1.8 16v sopravvisse ancora per un paio d'anni, ma solo nella Grand Picasso in versione bi-fuel benzina/metano, introdotta proprio nell'autunno del 2008 e denominata C4 Grand Picasso BiEnergy. Anche il 2 litri a benzina venne cancellato dai listini per far posto ad una versione depotenziata del 1.6 THP, che anche in questo caso erogava 140 CV. Il cambio era automatico a 4 rapporti, con convertitore di coppia.
Alla fine del 2009, il 2 litri HDi da 136 CV viene affiancato da una sua variante più potente, in grado di erogare fino a 150 CV di potenza massima. Tale motore è accoppiato ad un cambio manuale a 6 marce.
Nel 2010, al Salone dell'automobile di Parigi, la C4 Picasso è stata presentata in veste aggiornata, per il consueto restyling di mezza età: esternamente gli aggiornamenti si limitano a pochi dettagli, tra cui l'introduzione di fari diurni a led incastonati nel paraurti anteriore di nuovo disegno, gli indicatori di direzione con plastiche bianche e soprattutto il nuovo logo della Casa introdotto all'inizio dello stesso anno con la DS3. Meccanicamente, una delle novità più importanti sta nell'introduzione del motore e-HDi da 1.6 litri, basato sul normale 1.6 turbodiesel common rail, ma con tecnologia micro-ibrida consistente nell'evoluzione del concetto di dispositivo Start&Stop. In tale configurazione, questo motore è disponibile unicamente in abbinamento al cambio robotizzato a 6 rapporti, ed eroga una potenza leggermente superiore e pari a 112 CV. Rimane però in listino anche il 1.6 HDi normale, ed inoltre la versione automatica con motore 1.6 THP da 140 CV viene sostituita dal 1.6 THP da 156 CV, questa volta equipaggiato con il robotizzato a 6 rapporti. Ed ancora il 2 litri HDi da 136 CV viene tolto dai listini, mentre alla restante motorizzazione 2 litri turbodiesel da 150 CV viene affiancata la versione top di gamma, un nuovo 2 litri turbodiesel, questa volta da 163 CV. Questa nuova versione monta un automatico a 6 rapporti. Infine, cambiano anche i livelli di allestimento, sempre quattro, ma denominati: Attraction, Seduction, Business ed Exclusive.

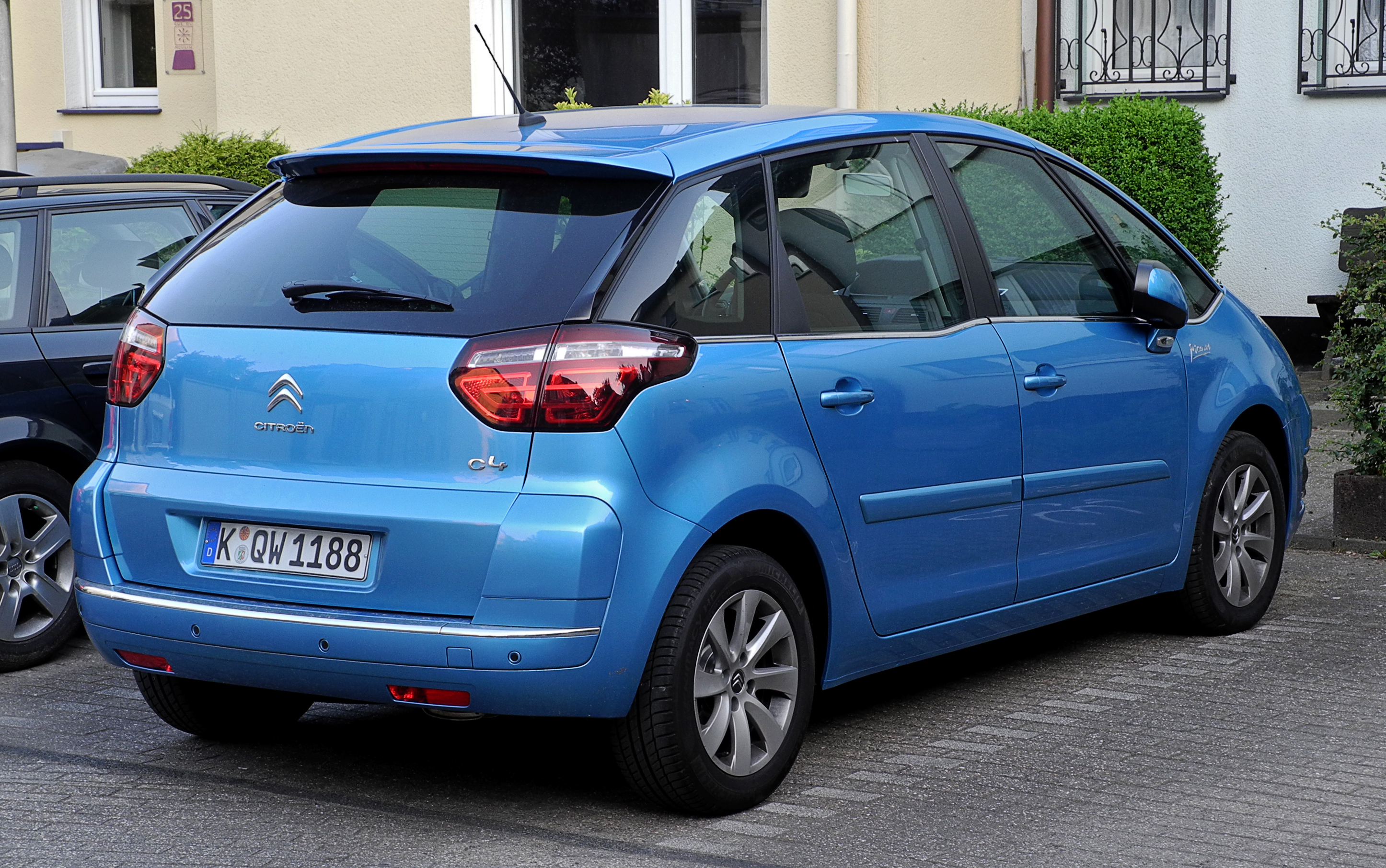
Una C4 Picasso ristilizzata vista da dietro

All'inizio del 2013 la produzione della versione a 5 posti termina: nei mesi che seguono vengono smaltite le scorte a stock di questo modello, fino alla tarda primavera, quando la vettura scompare dai listini Citroën per far spazio alla seconda generazione della C4 Picasso a 5 posti.
Rimane, pur se per pochissimo tempo in più, fino a giugno, invece a listino la Grand Picasso, prima vettura ad esordire ed ultima ad essere pensionata.
A giugno 2013, dopo la presentazione delle immagini ufficiali della nuova C4 Picasso a 7 posti, anche questa versione esce di produzione.

### Riepilogo caratteristiche
| Modello                   | Carrozzeria | Motore              | Cilindrata cm³ | Potenza CV/rpm | Coppia Nm/rpm | Cambio/ Nº rapporti                 | Massa a vuoto (kg) | Velocità max | Acceler. 0–100 km/h | Consumo (l/100 km) | Emissioni CO2 (g/km) | Anni di produzione |
| Versioni a benzina        |             |                     |                |                |               |                                     |                    |              |                     |                    |                      |                    |
| 1.6 VTi                   | 5 posti     | EP6                 | 1598           | 120/6000       | 160/4250      | Manuale a 5 marce                   | 1340               | 186          | 12"1                | 7,6                | 174                  | 2008-13            |
| 1.6 VTi                   | 7 posti     | EP6                 | 1598           | 120/6000       | 160/4250      | Manuale a 5 marce                   | 1411               | 186          | 12"4                | 7,6                | 159                  | 2008-13            |
| 1.6 THP automatica        | 5 posti     | EP6DT               | 1598           | 140/5800       | 240/1400      | Automatico a 4 rapporti             | 1444               | 192          | 11"5                | 8,5                | 200                  | 2008-10            |
| 1.6 THP automatica        | 7 posti     | EP6DT               | 1598           | 140/5800       | 240/1400      | Automatico a 4 rapporti             | 1493               | 192          | 11"7                | 8,5                | 200                  | 2008-10            |
| 1.6 THP CMP-6             | 5 posti     | EP6DT               | 1598           | 156/5800       | 240/1400-5000 | Automatico sequenziale a 6 rapporti | 1355               | 204          | 9"4                 | 6,9                | 159                  | 2010-13            |
| 1.6 THP CMP-6             | 7 posti     | EP6DT               | 1598           | 156/5800       | 240/1400-5000 | Automatico sequenziale a 6 rapporti | 1442               | 204          | 9"4                 | 6,9                | 162                  | 2010-13            |
| 1.8 16v                   | 5 posti     | EW7J4               | 1749           | 125/6000       | 170/3750      | Manuale a 5 marce                   | 1395               | 185          | 11"7                | 8                  | 190                  | 2007-08            |
| 1.8 16v                   | 7 posti     | EW7J4               | 1749           | 125/6000       | 170/3750      | Manuale a 5 marce                   | 1510               | 185          | 11"9                | 8                  | 190                  | 2006-08            |
| 1.8 16v BiEnergy (METANO) | 7 posti     | EW7J4               | 1749           | 125/6000       | 170/3750      | Manuale a 5 marce                   | 1510               | 170          | 17"                 | 9,2                | 163                  | 2008-10            |
| 2.0 16v automatica        | 5 posti     | EW10A               | 1997           | 140/6000       | 200/4000      | Automatico a 4 rapporti             | 1477               | 190          | 12"                 | 8,9                | 211                  | 2007-08            |
| 2.0 16v automatica        | 7 posti     | EW10A               | 1997           | 140/6000       | 200/4000      | Automatico a 4 rapporti             | 1600               | 190          | 12"2                | 8,9                | 211                  | 2006-08            |
| 2.0 16v CMP-6             | 5 posti     | EW10A               | 1997           | 140/6000       | 200/4000      | Automatico sequenziale a 6 rapporti | 1434               | 195          | 11"3                | 8                  | 190                  | 2007-08            |
| 2.0 16v CMP-6             | 7 posti     | EW10A               | 1997           | 140/6000       | 200/4000      | Automatico sequenziale a 6 rapporti | 1560               | 195          | 11"5                | 8                  | 190                  | 2006-08            |
| Versioni a gasolio        |             |                     |                |                |               |                                     |                    |              |                     |                    |                      |                    |
| 1.6 HDi 8v                | 5 posti     | DV6TED4             | 1560           | 109/4000       | 240/1750      | Manuale a 5 marce                   | 1414               | 180          | 12"5                | 5,9                | 155                  | 2007-10            |
| 1.6 HDi 8v                | 5 posti     | DV6C                | 1560           | 112/3600       | 270/1750      | Manuale a 5 marce                   | 1430               | 181          | 12"8                | 5,2                | 135                  | 2010-13            |
| 1.6 HDi 8v                | 7 posti     | DV6TED4             | 1560           | 109/4000       | 240/1750      | Manuale a 5 marce                   | 1530               | 180          | 12"7                | 5,9                | 155                  | 2006-10            |
| 1.6 HDi 8v                | 7 posti     | DV6C                | 1560           | 112/3600       | 270/1750      | Manuale a 5 marce                   | 1530               | 180          | 12"7                | 5,5                | 140                  | 2010-13            |
| 1.6 e-HDi 16v CMP-6       | 5 posti     | DV6C con Start&Stop | 1560           | 112/4000       | 270/1750      | Automatico sequenziale a 6 rapporti | 1345               | 182          | 13"3                | 4,9                | 125                  | 2010-13            |
| 1.6 e-HDi 16v CMP-6       | 7 posti     | DV6C con Start&Stop | 1560           | 112/4000       | 270/1750      | Automatico sequenziale a 6 rapporti | 1445               | 182          | 13"5                | 4,9                | 130                  | 2010-13            |
| 2.0 HDi 16v CMP-6         | 5 posti     | DW10B               | 1997           | 136/4000       | 270/2000      | Automatico sequenziale a 6 rapporti | 1506               | 195          | 12"4                | 6,1                | 159                  | 2007-10            |
| 2.0 HDi 16v CMP-6         | 7 posti     | DW10B               | 1997           | 136/4000       | 270/2000      | Automatico sequenziale a 6 rapporti | 1620               | 195          | 12"5                | 6,1                | 159                  | 2006-10            |
| 2.0 HDi 16v Automatica    | 5 posti     | DW10B               | 1997           | 136/4000       | 320/2000      | Automatico a 6 rapporti             | 1565               | 190          | 12"1                | 7,4                | 195                  | 2007-10            |
| 2.0 HDi 16v Automatica    | 7 posti     | DW10B               | 1997           | 136/4000       | 320/2000      | Automatico a 6 rapporti             | 1650               | 190          | 12"                 | 7,4                | 195                  | 2006-10            |
| 2.0 HDi 16v (150CV)       | 5 posti     | DW10D               | 1997           | 150/3750       | 340/2000      | Manuale 6 marce                     | 1535               | 195          | 9"9                 | 6                  | 145                  | 12/2009-06/2013    |
| 2.0 HDi 16v (150CV)       | 7 posti     | DW10D               | 1997           | 150/3750       | 340/2000      | Manuale 6 marce                     | 1613               | 195          | 10"2                | 6                  | 145                  | 2009-2013          |
| 2.0 HDi 16v (163CV)       | 5 posti     | DW10C               | 1997           | 163/3750       | 340/2000-3000 | Automatico a 6 rapporti             | 1539               | 205          | 10"6                | 6,9                | 177                  | 2010-13            |
| 2.0 HDi 16v (163CV)       | 7 posti     | DW10C               | 1997           | 163/3750       | 340/2000-3000 | Automatico a 6 rapporti             | 1615               | 205          | 10"7                | 6,9                | 177                  | 2010-13            |

## Seconda generazione (2013-2022)

### Debutto
Mentre cessa la produzione della prima generazione della Picasso a 5 posti, la casa del double chevron diffonde in rete le prime immagini della concept car Technospace, che prefigura quasi del tutto la nuova generazione della monovolume compatta Citroën. La Technospace è stata poi presentata dal vivo al Salone di Ginevra che ha aperto i battenti il 7 marzo 2013. Trattandosi di un prototipo che prefigura il modello praticamente definitivo, da qui alla versione di serie il passo è stato breve. E difatti, già a fine aprile è stato dato il via libera agli ordini della seconda generazione della C4 Picasso a 5 posti.

### Design ed interni

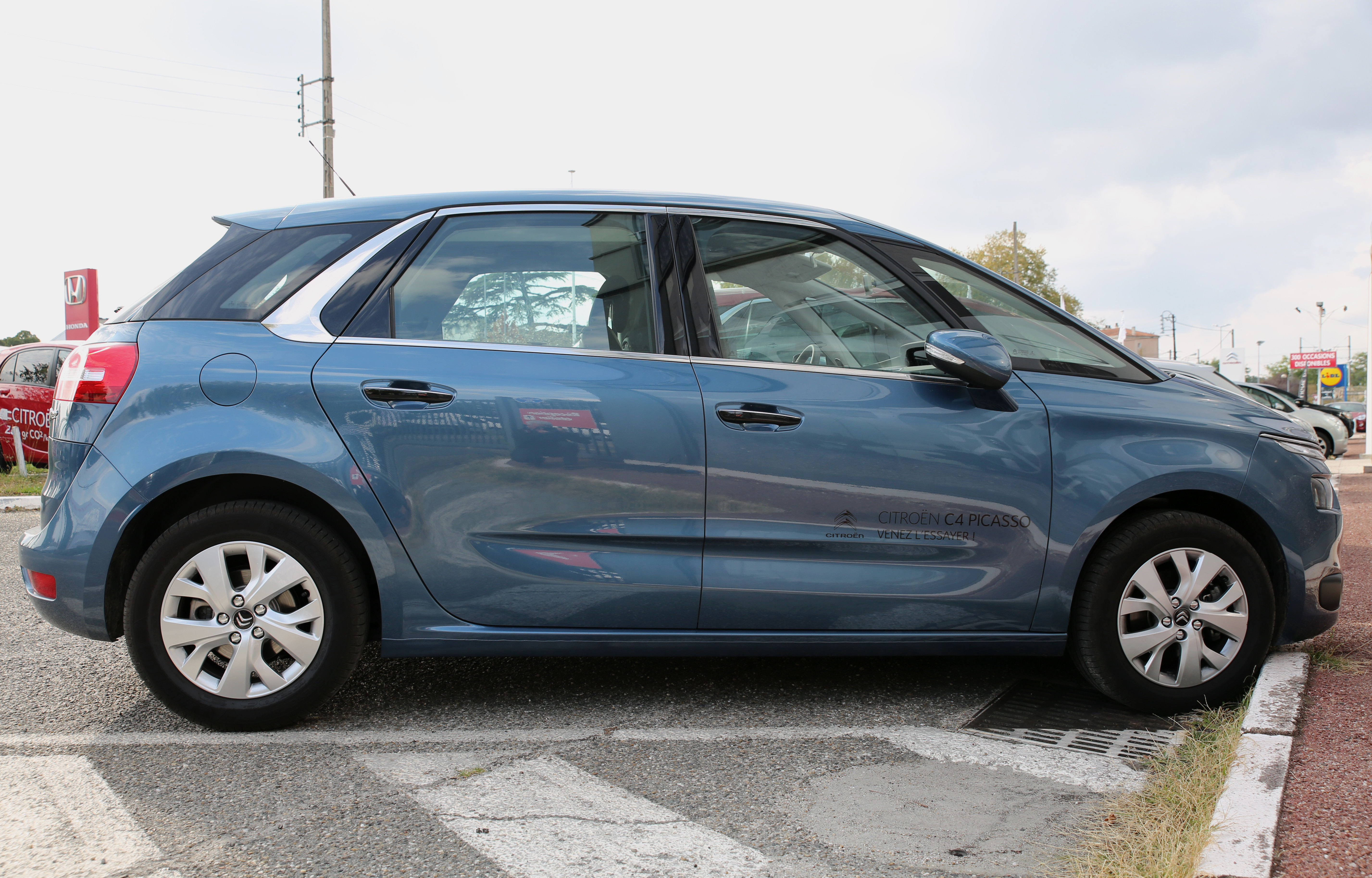
Vista laterale di una Citroën C4 Picasso

Nel suo insieme, la C4 Picasso del 2013 propone un corpo vettura compatto, simile al precedente modello nell'impostazione generale dei volumi e delle proporzioni, ma con un'impronta stilistica più sportiva. Il design futuristico che caratterizza la nuova generazione della C4 Picasso è visibile principalmente nel frontale, tagliato orizzontalmente in due dalla calandra che incorpora il marchio della casa. La calandra viene ulteriormente prolungata dai fari diurni a led, sotto i quali trovano posto invece i fari di tipo tradizionale e dalla forma trapezoidale. Questi ultimi, di piccole dimensioni, vanno a costituire lo "sguardo" della vettura assieme a quelli a led, pur essendo distaccati gli uni dagli altri. Un'ampia "bocca" centrale ed i fendinebbia circolari posti sui due lati caratterizzano il paraurti frontale. La disposizione dei gruppi ottici anteriori su tre livelli, con quelli superiori a LED per le luci di posizione e il faro principale inglobato nel paraurti, è del tutto simile ad un altro veicolo: La Jeep Cherokee KL; la quale, pur non avendo nulla in comune con il monovolume Citroën, entra nel mercato contemporaneamente alla Picasso. Un'altra caratteristica della zona anteriore della vettura è il parabrezza panoramico caratterizzato da una superficie vetrata pari a 5.3 m². 

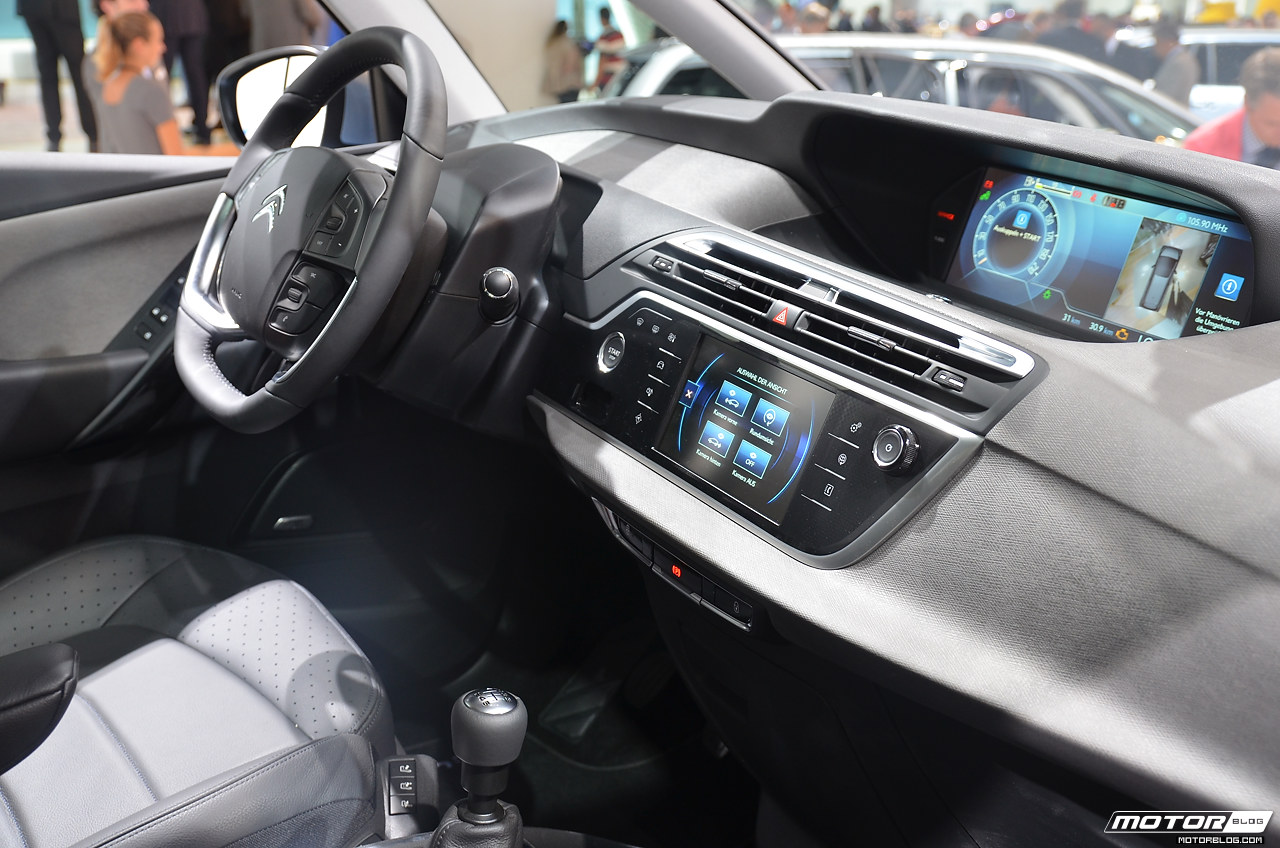
Interni di una Citroen C4 Grand Picasso del 2013

La vista laterale è quella che invece maggiormente collega la seconda generazione della C4 Picasso alla prima (parlando sempre di versione a 5 posti): ecco quindi che si ritrovano il muso leggermente sporgente rispetto alla tradizionale idea di monovolume, la superficie vetrata a quattro luci per lato, con il montante anteriore inclinato e seguito da un montante più discreto che incorpora l'alloggiamento dello specchietto retrovisore. La base del finestrino compreso tra questi due montanti è più lineare rispetto a prima, ma termina con uno scalino che abbassa leggermente la linea di cintura nel prosieguo della fiancata, in modo da dare più spazio alle superfici vetrate e rendere così più luminoso l'interno. La fiancata è piuttosto liscia e lineare, anche se solcata da una nervatura a metà delle portiere. I due finestrini delle portiere sono racchiusi in una cornice cromata. I due montanti posteriori che racchiudono la quarta luce sovrastante la zona del bagagliaio sono praticamente paralleli tra loro e piuttosto inclinati per la tipologia di vettura, in modo da dare un tocco di sportività alla vista d'insieme. Tutte queste caratteristiche della vista laterale finora descritte erano presenti anche nella precedente generazione della C4 Picasso, ma nel nuovo modello sono state riviste in chiave più moderna, con linee più tese che danno alla vettura un aspetto più contemporaneo. La parte posteriore del tetto monta anche un piccolo spoiler.
L'abitacolo è studiato per aumentare l'abitabilità, i sedili sono stati progettati in funzione del comfort e la plancia è caratterizzata da un disegno asimmetrico: in pratica una palpebra parte dal lato guida alzandosi fino ad arrivare al centro dove campeggiano due display che racchiudono tutte le funzioni della vettura, comprese quelle del cruscotto. Quest'ultimo non è quindi presente di fronte al conducente. La palpebra che sovrasta la plancia di fronte al lato guida e nella zona centrale termina subito dopo aver racchiuso i due display multifunzione. Nell'abitacolo emerge la mancanza di una vera e propria consolle centrale: i comandi del climatizzatore, per esempio, sono situati sempre al centro, sotto i due display.
La capacità massima del bagagliaio raggiunge i 1.709 litri con il divanetto posteriore abbattuto, mentre in configurazione standard si ferma a 630 litri.

### Struttura, meccanica e motori
Pur portando il nome di C4 che dovrebbe accomunarla tecnicamente alla C4 berlina, la seconda generazione della C4 Picasso inaugura invece una struttura del tutto nuova, perciò non presenta molti aspetti in comune con la normale C4 in listino dalla fine del 2010. Questa nuova struttura introdotta dalla C4 Picasso seconda serie prende il nome di EMP2, acronimo di Efficient Modular Platform, una piattaforma di tipo modulare. La scocca della vettura è stata realizzata incrementando l'utilizzo di materiali leggeri, come la lega di alluminio e gli acciai ad alta resistenza, questi ultimi caratterizzati anche da notevoli doti di resistenza alle sollecitazioni meccaniche. Mentre il solo nuovo pianale ha permesso un risparmio medio di circa 70 kg sulla versione precedente, nella totalità della vettura è stato possibile risparmiare circa 120 kg.
Al suo debutto la seconda serie della C4 Picasso è stata proposta in quattro motorizzazioni, due a benzina e due a gasolio:
- 1.6 VTi: si tratta del motore Prince da 1598 cm³ con iniezione indiretta, variatore di fase e potenza massima di 120 CV;
- 1.6 THP: non previsto per il mercato italiano, questo motore è una delle varianti sovralimentate del 1.6 Prince di cui sopra, ma senza la fasatura variabile e con in più l'alimentazione ad iniezione diretta. La potenza massima sale a 156 CV;
- 1.6 e-HDi 90: è l'unità DV6 turbodiesel common rail con cilindrata di 1560 cm³ e potenza massima di 92 CV;
- 1.6 e-HDi 115: stesso motore della versione HDi 90, ma con potenza portata a 114 CV.

In generale il cambio è del tipo manuale a 6 marce. Le versioni e-HDi, però, possono essere ordinate con un cambio robotizzato ETG-6 a 6 rapporti.

### Evoluzione

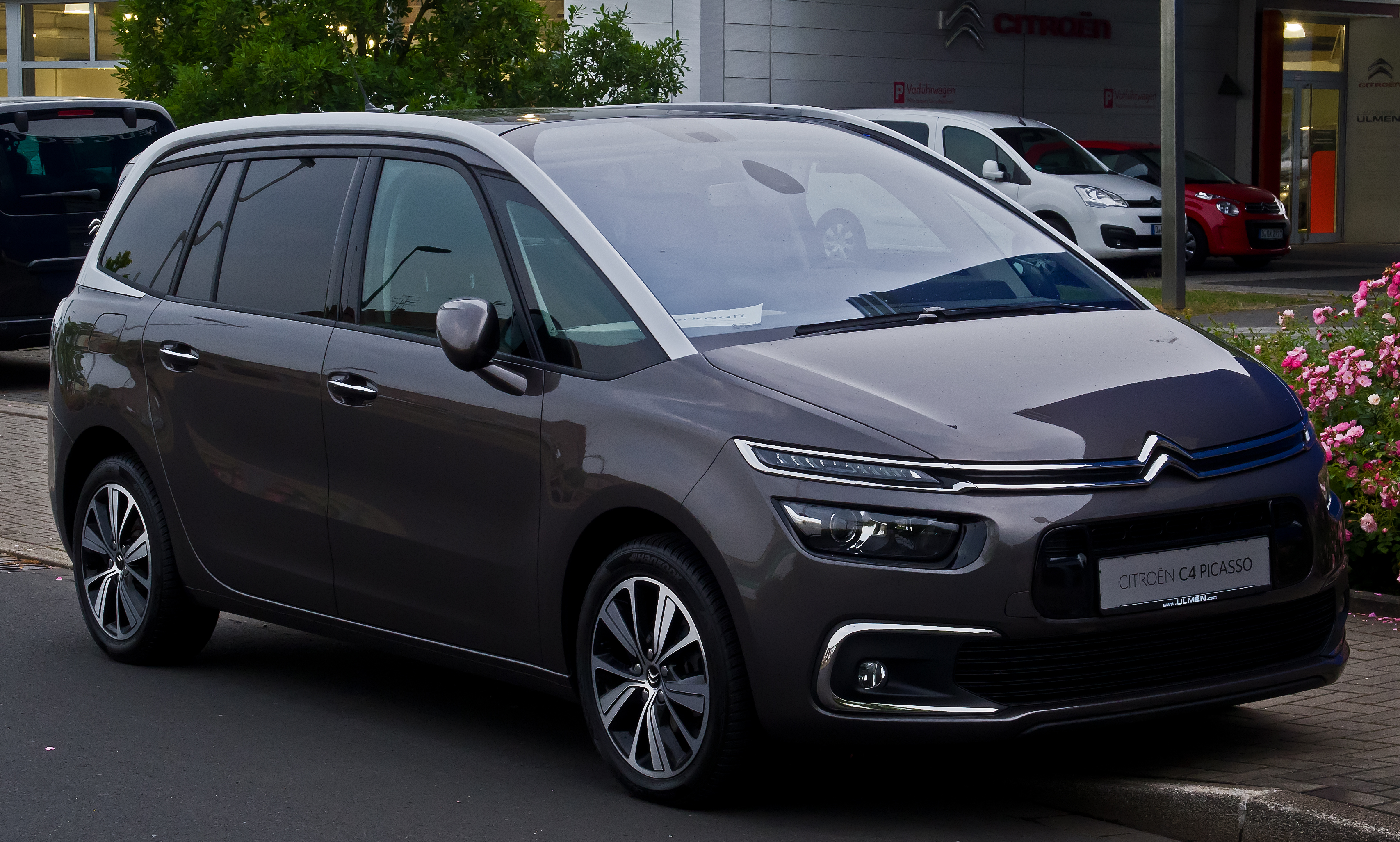
Una Grand C4 Picasso ristilizzata, versione a 7 posti

Nel mese di maggio la nuova C4 Picasso 5 posti è comparsa nei listini Citroën, ma l'avvio della sua commercializzazione è stata avviata il 15 giugno.
Poco tempo dopo, durante l'estate, hanno cominciato ad essere diffuse le prime immagini della versione a 7 posti, destinata a sostituire la prima serie della Grand Picasso. Mantenendone la denominazione, questa seconda variante entrerà ufficialmente in listino alla fine del mese di agosto. Lunga 17 cm in più rispetto alla "sorella" a 5 posti, la Grand Picasso ne riprende per intero la gamma motori, salvo un'unica particolarità, e cioè che in questo caso il motore 1.6 e-HDi da 92 CV è previsto unicamente in abbinamento con il cambio robotizzato a 6 rapporti. Con l'avvento della versione 7 posti, la 5 posti viene proposta in versione THP da 156 anche per il mercato italiano (durante i primi due mesi di commercializzazione non era prevista per tale mercato). Esternamente la carrozzeria della versione a 7 posti si differenzia dalla 5 posti per lo stile della parte posteriore, con i montanti posteriori meno inclinati, e di parte delle superfici vetrate laterali, dove in corrispondenza delle portiere posteriori sono ora presenti finestrini divisi in due da un sottilissimo finto montante che funge da cornice si divisione tra le due sezioni vetrate della portiera stessa. A livello di capienza del bagagliaio la Grand Picasso è ovviamente più generosa e vanta una capacità di 1.817 litri con entrambe le file posteriori di sedili abbattute.

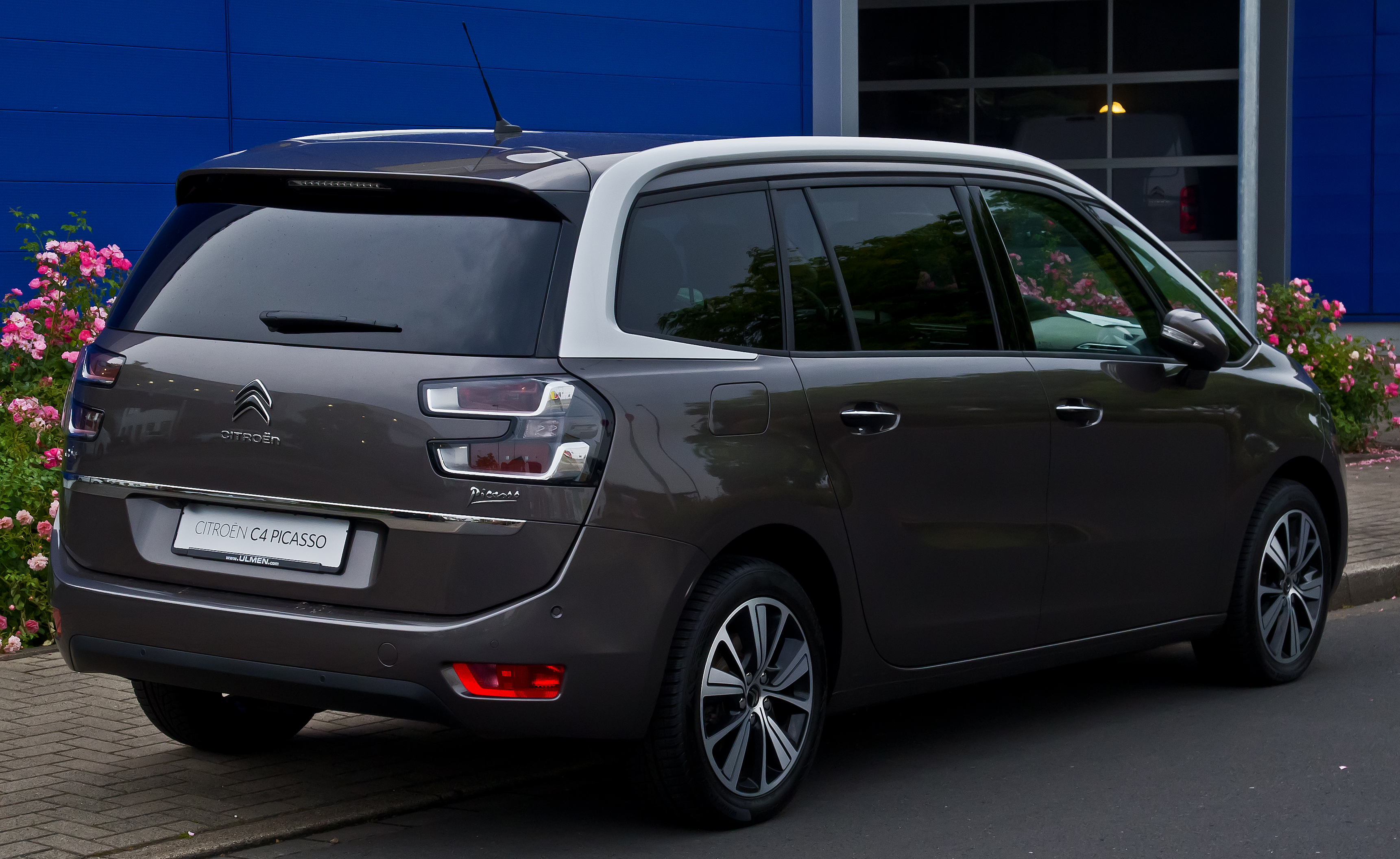
Posteriore di una Citroën Grand C4 Picasso

A partire dal novembre 2013, sia la C4 Picasso che la C4 GrandPicasso sono state proposte con la nuova tecnologia BlueHDi abbinata ad un 2 litri turbodiesel da 150 CV.
Nel 2014, il motore 1.6 THP ha ricevuto una leggera rivisitazione, passando così da 156 a 165 CV, mentre l'anno seguente il 1.6 VTi aspirato da 120 CV è scomparso dalla gamma: al suo posto è stato inserito il 1.2 THP da 131 CV. Contemporaneamente a quest'ultimo evento, anche la gamma diesel ha subito sostanziosi aggiornamenti, con la scomparsa dei vecchi 1.6 HDi da 92 e 115 CV. Al loro posto sono stati introdotti i 1.6 BlueHDi da 99 e 120 CV. Alla fine dello stesso anno, la denominazione del tre cilindri passa da THP a PureTech, come peraltro anche nel resto della produzione PSA che prevede tale motorizzazione.
Nell'estate del 2016 si ha il restyling di metà carriera: la monovolume francese cambia soprattutto a livello estetico e di dotazione. Esternamente, gli aggiornamenti sono in verità piuttosto discreti e comprendono un leggero una mascherina leggermente diversa, mentre posteriormente si ha l'arrivo di nuovi fari con effetto tridimensionale. Per quanto riguarda la dotazione interna, la gamma viene rimodulata in quattro nuovi allestimenti ripensati per aumentare il comfort a bordo. L'unica novità dal punto di vista tecnico fu l'arrivo di una motorizzazione di base, rappresentata dal 1.2 PureTech da 110 CV, una motorizzazione prevista solo in alcuni mercati europei e solo in abbinamento alla versione "corta" a 5 posti.
Nella primavera del 2018, la gamma viene ribattezzata in C4 Spacetourer (e in Grand C4 Spacetourer nel caso della versione a passo lungo): nome a parte, le novità più salienti si ebbero fra i motori a gasolio, dove il 1.6 BlueHDi da 120 CV venne affiancato e successivamente sostituito dal nuovo 1.5 BlueHDi da 130 CV, mentre il 2 litri della potenza di 163 CV andò a sostituire la precedente unità di pari cilindrata e da 150 CV. Quanto al motore diesel meno potente, ossia il 1.6 BlueHDi da 100 CV, esso scomparve semplicemente dal listino senza essere sostituito da altre motorizzazioni. Quanto alle motorizzazioni a benzina, l'unica novità degna di nota fu l'uscita di listino del motore 1.2 PureTech da 110 CV. Per il resto, non si ebbero novità di sorta sul piano tecnico, su quello estetico o su quello degli allestimenti. Durante l'estate dello stesso anno, mentre il 1.6 BlueHDi da 120 CV uscì definitivamente di listino assieme al 1.6 a benzina da 165 CV, il 1.2 PureTech divenne disponibile a richiesta con un cambio automatico ad 8 rapporti.
Nell'agosto del 2019 uscì di listino anche il 2 litri a gasolio da 163 CV: a quel punto la gamma si ridusse a due sole motorizzazioni, entrambe da 130 CV di potenza massima, una a benzina da 1,2 litri ed una a gasolio da 1,5 litri.
Alla fine dell'estate 2020, la versione a passo corto esce definitivamente di listino, mentre la Grand Spacetourer le sopravvive di circa un anno e mezzo: è infatti nel marzo 2022 che anche questa versione cessa di essere prodotta, anche se in alcuni mercati verrà mantenuta a listino per smaltire le scorte giacenti.

### Riepilogo caratteristiche
| Modello                         | Carrozzeria | Motore    | Cilindrata cm³ | Alimentazione                                 | Potenza CV/rpm | Coppia Nm/rpm  | Cambio/ Nº rapporti   | Massa a vuoto (kg) | Velocità max | Acceler. 0–100 km/h | Consumo (l/100 km) | Emissioni CO2/ (g/km) | Anni di produzione |
| Versioni a benzina              |             |           |                |                                               |                |                |                       |                    |              |                     |                    |                       |                    |
| C4 Picasso 1.2 THP (110cv)      | 5 posti     | EB2DT     | 1199           | Iniez. elettr. + turbocompressore             | 110/5500       | 205/1500       | Manuale 6 marce       | -                  | 187          | 12"8                | 5,1                | 115                   | 08/2016-05/2018    |
| C4 Picasso 1.2 THP (130cv)      | 5 posti     | EB2DTS    | 1199           | Iniez. elettr. + turbocompressore             | 131/5000       | 230/1750       | Manuale 6 marce       | 1.280              | 201          | 10"1                | 5                  | 115                   | 06/2015-09/2020    |
| C4 Picasso 1.2 THP (130cv)      | 7 posti     | EB2DTS    | 1199           | Iniez. elettr. + turbocompressore             | 131/5000       | 230/1750       | Manuale 6 marce       | 1.287              | 201          | 10"8                | 5                  | 115                   | 06/2015-03/2022    |
| C4 Picasso 1.6 VTi              | 5 posti     | EP6       | 1598           | Iniezione elettronica                         | 120/6000       | 160/4250       | Manuale 6 marce       | 1.252              | 187          | 12"3                | 6.3                | 145                   | 06/2013-05/2015    |
| C4 Picasso 1.6 VTi              | 7 posti     | EP6       | 1598           | Iniezione elettronica                         | 120/6000       | 160/4250       | Manuale 6 marce       | 1.278              | 187          | 12"6                | 6.3                | 145                   | 06/2013-05/2015    |
| C4 Picasso 1.6 THP (156cv)      | 5 posti     | EP6CDT    | 1598           | Iniez. elettr. + turbocompressore twin-scroll | 156/6000       | 240/ 1400-5000 | Manuale 6 marce       | 1.296              | 209          | 9"                  | 6                  | 139                   | 04/2013-11/2014    |
| C4 Picasso 1.6 THP (156cv)      | 7 posti     | EP6CDT    | 1598           | Iniez. elettr. + turbocompressore twin-scroll | 156/6000       | 240/ 1400-5000 | Manuale 6 marce       | 1.313              | 209          | 9"2                 | 6                  | 139                   | 04/2013-11/2014    |
| C4 Picasso 1.6 THP (165cv)      | 5 posti     | EP6FDT    | 1598           | Iniez. elettr. + turbocompressore twin-scroll | 165/6000       | 240/ 1400-3500 | Automatico 6 rapporti | 1.310              | 210          | 8"4                 | 5.6                | 130                   | 12/2014-08/2018    |
| C4 Picasso 1.6 THP (165cv)      | 7 posti     | EP6FDT    | 1598           | Iniez. elettr. + turbocompressore twin-scroll | 165/6000       | 240/ 1400-3500 | Automatico 6 rapporti | 1.320              | 210          | 8"7                 | 5.6                | 130                   | 12/2014-08/2018    |
| Versioni a gasolio              |             |           |                |                                               |                |                |                       |                    |              |                     |                    |                       |                    |
| C4 Picasso 1.5 BlueHDi          | 5 posti     | DV5RC     | 1499           | Iniezione diretta common rail                 | 130/3750       | 300/1750       | Manuale 6 marce       | -                  | 198          | 12"5                | 4,1                | 108                   | 05/2018-09/2020    |
| C4 Picasso 1.5 BlueHDi          | 7 posti     | DV5RC     | 1499           | Iniezione diretta common rail                 | 130/3750       | 300/1750       | Manuale 6 marce       | -                  | 198          | 12"5                | 4,1                | 109                   | 05/2018-03/2022    |
| C4 Picasso 1.6 e-HDi 90         | 5 posti     | DV6D      | 1560           | Iniezione diretta common rail                 | 92/4000        | 230/1750       | Manuale 6 marce       | 1.279              | 173          | 12"9                | 4.2                | 110                   | 06/2013-05/2015    |
| C4 Picasso 1.6 e-HDi 90 ETG-6   | 5 posti     | DV6D      | 1560           | Iniezione diretta common rail                 | 92/4000        | 230/1750       | ETG-6                 | 1.289              | 175          | 13"7                | 3.8                | 98                    | 06/2013-05/2015    |
| C4 Picasso 1.6 e-HDi 90 ETG-6   | 7 posti     | DV6D      | 1560           | Iniezione diretta common rail                 | 92/4000        | 230/1750       | ETG-6                 | 1.447              | 175          | 14"                 | 3.8                | 98                    | 06/2013-05/2015    |
| C4 Picasso 1.6 BlueHDi 100      | 5 posti     | DV6FD     | 1560           | Iniezione diretta common rail                 | 99/3750        | 254/1750       | Manuale 6 marce       | 1.296              | 176          | 13"1                | 3.8                | 99                    | 06/2015-08/2018    |
| C4 Picasso 1.6 BlueHDi 100      | 7 posti     | DV6FD     | 1560           | Iniezione diretta common rail                 | 99/3750        | 254/1750       | Manuale 6 marce       | 1.320              | 176          | 13"1                | 3.8                | 99                    | 06/2015-08/2018    |
| C4 Picasso 1.6 e-HDi 115        | 5 posti     | DV6C      | 1560           | Iniezione diretta common rail                 | 114/3600       | 270/1750       | Manuale 6 marce       | 1.298              | 189          | 11"8                | 4                  | 105                   | 06/2013-05/2015    |
| C4 Picasso 1.6 e-HDi 115        | 7 posti     | DV6C      | 1560           | Iniezione diretta common rail                 | 114/3600       | 270/1750       | Manuale 6 marce       | 1.375              | 189          | 12"1                | 4                  | 105                   | 08/2013-05/2015    |
| C4 Picasso 1.6 e-HDi 115 ETG-6  | 5 posti     | DV6C      | 1560           | Iniezione diretta common rail                 | 114/3600       | 270/1750       | ETG-6                 | 1.295              | 189          | 12"3                | 4                  | 104                   | 06/2013-05/2015    |
| C4 Picasso 1.6 e-HDi 115 ETG-6  | 7 posti     | DV6C      | 1560           | Iniezione diretta common rail                 | 114/3600       | 270/1750       | ETG-6                 | 1.320              | 189          | 12"6                | 4                  | 104                   | 08/2013-05/2015    |
| C4 Picasso 1.6 BlueHDi 120      | 5 posti     | DV6FC     | 1560           | Iniezione diretta common rail                 | 120/3500       | 300/1750       | Manuale 6 marce       | 1.320              | 189          | 11"3                | 3.8                | 100                   | 06/2015-08/2018    |
| C4 Picasso 1.6 BlueHDi 120      | 7 posti     | DV6FC     | 1560           | Iniezione diretta common rail                 | 120/3500       | 300/1750       | Manuale 6 marce       | 1.320              | 189          | 11"7                | 4                  | 105                   | 06/2015-08/2018    |
| C4 Picasso 2.0 BlueHDi (150 CV) | 5 posti     | DW10FD    | 1997           | Iniezione diretta common rail                 | 150/4000       | 370/2000       | Manuale 6 marce       | 1.415              | 210          | 9"7                 | 4.2                | 110                   | 11/2013-04/2018    |
| C4 Picasso 2.0 BlueHDi (150 CV) | 7 posti     | DW10FD    | 1997           | Iniezione diretta common rail                 | 150/4000       | 370/2000       | Manuale 6 marce       | 1.476              | 207          | 10"2                | 4.5                | 117                   | 11/2013-04/2018    |
| C4 Picasso 2.0 BlueHDi (160 CV) | 5 posti     | DW10CTED4 | 1997           | Iniezione diretta common rail                 | 163/40006      | 400/2000       | Automatico 8 rapporti | 1.415              | 210          | 8"9                 | 4.7                | 123                   | 04/2018-08/2019    |
| C4 Picasso 2.0 BlueHDi (160 CV) | 7 posti     | DW10CTED4 | 1997           | Iniezione diretta common rail                 | 163/40006      | 400/2000       | Automatico 8 rapporti | 1.476              | 207          | 9"2                 | 4.8                | 128                   | 04/2018-08/2019    |